# Ingain
L’ingain est une langue de la famille des langues jê parlée au Brésil. La langue est éteinte.

## Classification
L’ingain est une des trois langues du sous-groupe des langues jê du Sud, aux côtés du xokleng et du kaingang. La langue était parlée par un groupe d’Amérindiens dans l'État brésilien de Paraná.